# 凸性 (ファイナンス)
凸性（とつせい、英: Convexity）とは、数理ファイナンスでは金融モデルにおける非線形性を指す。すなわち、基礎変数の価格が変化したときに、出力（価格など）が線形には変化せず、モデル関数の二階微分（あるいはより厳密には高階項）に依存することを意味する。幾何学的には、モデルはもはや平坦ではなく湾曲しており、その湾曲の程度が凸性と呼ばれる。

## 用語
厳密には、凸性とは入力価格に対する出力価格の二階微分を意味する。数理ファイナンスにおいては、これはギリシャ文字の一つであるガンマ（Γ）と呼ばれる。実務上では、最も重要なのは債券の凸性であり、これは金利に対する債券価格の二階微分である。
二階微分が非線形項のうち最も低次であり、かつしばしば最も重要であるため、「凸性」という語は、高階項を含む非線形性全般を緩やかに指す場合にも用いられる。非線形性を考慮してモデルを改良することは、凸性補正（convexity correction）と呼ばれる。

## 数学的背景
凸性補正は、確率論におけるイェンセンの不等式に由来する。すなわち、凸関数の期待値は、期待値に対する関数の値以上である。
{\displaystyle E[f(X)]\geq f(E[X])}
幾何学的には、モデル価格が現在価値の両側で上向きに湾曲している（ペイオフ関数が凸であり、その点での接線の上に位置する）場合、基礎資産の価格が変化すると、出力価格は一次導関数のみを用いたモデルよりも高くなる。逆に、モデル価格が下向きに湾曲している場合（凸性が負、ペイオフ関数が接線の下にある場合）、出力価格は一次導関数のみを用いたモデルよりも低くなる。
正確な凸性補正の値は、基礎資産の将来の価格変動（確率分布）や価格モデルに依存するが、それは価格関数の凸性（二階微分）に対して線形である。

## 解釈
凸性は、デリバティブ価格の解釈に用いることができる。数学的には、凸性はオプショナリティ（選択権）を意味し、オプションの価格（オプショナリティの価値）は、基礎資産のペイオフの凸性に対応する。
ブラック–ショールズモデルにおけるオプション価格では、金利と一次導関数を無視した場合、ブラック–ショールズ方程式は {\displaystyle \Theta =-\Gamma } に簡約される。これは、「（微小時間における）時間価値はコンベクシティである」ことを示している。すなわち、オプションの価値は最終的なペイオフのコンベクシティによって生じる。購入者は資産を「買うか買わないか」の選択肢（コールの場合。プットでは「売るか売らないか」）を持ち、最終的なペイオフ関数（ホッケースティック型）は凸である。したがって、「オプショナリティ」はペイオフのコンベクシティに対応する。このため、コールオプションを購入した場合、そのオプションの期待値は、単に基礎資産の将来の期待値を計算してそれをペイオフ関数に代入した値よりも高くなる。凸関数の期待値は、期待値に代入した関数の値より高いからである（イェンセンの不等式）。
この価値はストックストラドルによって抽出される。アット・ザ・マネーのストラドル（基礎資産の価格が上下どちらに動いても価値が増す）を購入する場合、初期のデルタはゼロである。すなわち、基礎資産の方向性に賭けることなく、凸性（オプショナリティ）のみを購入していることになる。得られる利益は、方向ではなく変動の程度に依存する。
リスク管理の観点からは、凸性を買っている（ガンマが正、すなわち（利子率とデルタを無視すれば）セータが負）ということは、ボラティリティの上昇によって利益を得るが（正のガンマ）、時間の経過によって損失を被る（負のセータ）ことを意味する。価格が予想よりも大きく動けば利益が出るが、小さく動けば損失となる。

## 凸性補正
モデル上では、基礎となる金融変数がリスク中立測度下でマルチンゲールでない場合、常に凸性補正が生じる。  
ギルサノフの定理を適用することで、リスク中立測度下での金融変数の動態を表現でき、この凸性補正の推定が可能となる。
典型的な凸性補正の例には以下が含まれる。
- クァントオプション：基礎資産が支払通貨とは異なる通貨建てである。割引済みの基礎資産がその通貨のリスク中立測度下ではマルチンゲールであっても、支払通貨のリスク中立測度下ではそうではない。
- コンスタント・マチュリティ・スワップ（CMS）商品（スワップ、キャップ／フロア）[4]
- オプション調整スプレッド（英語版）（OAS）を用いた不動産担保証券や繰上償還可能債券（英語版）の分析
- ユーロダラーフューチャーズを用いたIBORフォワードレートの算出
- LIBORマーケットモデル（LMM）におけるIBORフォワード